# Fédération des Réseaux du Parvis
La Fédération des Réseaux du Parvis est une association française loi de 1901 chrétienne qui rassemble des associations de catholiques progressistes et de protestants libéraux.

## Histoire
L'association est créée le 6 février 1999, quatre ans après l’éviction par le Vatican de l'évêque Jacques Gaillot. Les chrétiens du Parvis souhaitent des avancées et des réformes : fonctionnement plus démocratiques de l’Église, davantage de miséricorde envers les divorcés remariés, refonte en profondeur des ministères, juste place des femmes, souci des exclus. Ils se placent dans la continuité de l'esprit du concile Vatican II,,,,,. En sont membres :
- David et Jonathan[7]
- Équipe nationale Jonas
- Femmes et Hommes en Église
- Nous sommes aussi l'Église (d), branche française de Nous sommes l'Église[8]
- Chrétiens pour une Église dégagée de l’École confessionnelle (CEDEC)
- Jeunesse étudiante chrétienne[9]
- Témoignage chrétien[10]
- Observatoire chrétien de la laïcité[11]
- Chrétiens et libres en Morbihan
- Éditions Golias[12]

L'association édite une revue mensuelle, Les Réseaux du Parvis. Elle est membre du Réseau européen Église et Liberté.